# Большевик (Благодарненский район)
Большеви́к — хутор в составе Благодарненского городского округа Ставропольского края России.

## География
Река Грязнушка, севернее — река Журавка.
Расстояние до краевого центра: 97 км.
Расстояние до районного центра: 20 км.

## История
До 30 марта 1993 года хутор входил в Елизаветинский сельсовет.
30 марта 1993 года Малый Совет Ставропольского краевого Совета народных депутатов решил «Образовать в Благодарненском районе Большевистский сельсовет с центром в хуторе Большевик, выделив его из Елизаветинского сельсовета этого же района».
До 2017 года хутор образовывал упразднённое сельское поселение хутор Большевик.

## Население
| 1989 | 2002 | 2010 | 2011 | 2012 | 2013 | 2014 | 2015 | 2016 |
| ---- | ---- | ---- | ---- | ---- | ---- | ---- | ---- | ---- |
| 724  | ↗861 | ↘805 | ↘803 | ↘791 | ↘784 | ↘753 | ↘740 | ↘733 |
| 2017 | 2021 | 2023 |      |      |      |      |      |      |
| ↘726 | ↘685 | →685 |      |      |      |      |      |      |

Национальный состав
По итогам переписи населения 2010 года проживали следующие национальности (национальности менее 1 %, см. в сноске к строке «Другие»):
| Национальность | Численность | Процент |
| -------------- | ----------- | ------- |
| Русские        | 685         | 85,09   |
| Азербайджанцы  | 33          | 4,10    |
| Даргинцы       | 28          | 3,48    |
| Татары         | 12          | 1,49    |
| Аварцы         | 8           | 0,99    |
| Другие         | 39          | 4,84    |
| Итого          | 805         | 100,00  |

На 1 января 2013 года: русские — 731, азербайджанцы — 25, даргинцы — 14, татары — 10, белорусы — 8, аварцы — 7, табасаранцы — 7, украинцы — 7, другие национальности — 11.

## Инфраструктура
- Дом культуры
- Фельдшерско-акушерский пункт[20]
- Колхоз «Большевик»[21].
- В юго-восточной части хутора расположено открытое кладбище площадью 5000 м²[22].

## Образование
- Детский сад № 13 на 40 мест (в 2013 году 38 воспитанников)[21]
- Филиал средней школы № 8 на 150 мест, в которой обучаются 36 учеников (на 2013 год)[21].
- Детский оздоровительно-образовательный (профильный) центр «Золотой колосок»[21][23].

## Экономика
Основная отрасль экономики — сельское хозяйство: виноградарство, растениеводство.
- Колхоз «Большевик».
- Сельскохозяйственное предприятие «Моя мечта».
- Крестьянско-фермерские хозяйства.
- Объекты торговли и общественного питания: 3 магазина, 2 стационарных павильона[21].

Транспорт
Пассажирские перевозки в районный и краевой центры осуществляются маршрутным такси.

## Связь
Проводная связь от «Ростелеком». Сеть сотовой радиотелефонной связи.

## Люди, связанные с хутором
- Гладких Мария Владимировна (1937) — бывшая доярка совхоза Большевик, награждена орденом «Знак Почёта», дипломом «Лучшая доярка Ставрополья»[24]